# Jezuïetenwal
De Jezuïetenwal, ook wel stadsmuur in het Aldenhofpark of stadsmuur bij de Tongersekat genoemd, is een deel van een stadsmuur in de Nederlandse stad Maastricht. De wal of muur is in de 14e en 15e eeuw gebouwd als onderdeel van de tweede stadsomsluiting van Maastricht. In 1673 kwam de Franse musketier en romanheld D'Artagnan in deze omgeving om het leven. De huidige naam dateert uit de 19e eeuw, toen zich vlakbij een jezuïetenklooster vestigde. De Jezuïetenwal en omliggende vestingrestanten zijn beschermd als rijksmonument.

## Ligging
De Jezuïetenwal is onderdeel van de tweede middeleeuwse stadsomsluiting van Maastricht. De muur is gelegen in het Jekerkwartier tussen de Tongersestraat en de waterpoort De Reek. De stadszijde van de muur grenst aan de tuin van het Canisianum. De stadsmuur is hier echter nauwelijks zichtbaar, omdat het terrein in het verleden om militair-strategische redenen is opgehoogd ('Tongersekat'). De veldzijde van de muur grenst aan het Aldenhofpark, onderdeel van het Stadspark Maastricht. Langs een deel van de veldzijde loopt een droge gracht, aangezien dit gebied hoger ligt dan het gebied ten oosten van De Reek, waar het riviertje de Jeker als singelgracht fungeert. Waarschijnlijk was de droge gracht oorspronkelijk dieper, want volgens historische kaarten en maquettes bevatte de gracht vroeger wel water.

## Geschiedenis

### Bouw tweede enceinte
Nadat de eerste middeleeuwse stadsmuur uit het tweede kwart van de dertiende eeuw al na enkele decennia te krap bleek, besloot men vanaf circa 1294 de langs de uitvalswegen ontstane voorsteden binnen een nieuw te bouwen enceinte (stadsomsluiting) te brengen. De nieuwe omsluiting werd in 1380 in gebruik genomen, hoewel er nog tot circa 1500 aan gebouwd werd. De tweede stadsmuur op de linker Maasoever had een lengte van 4,4 km, inclusief ca. 900 m van de eerste muur, voornamelijk langs de Maas. De hoogte varieerde van 6 tot 9 m. Er kwamen vijf nieuwe land- of veldpoorten en twee waterpoorten. Daarnaast bleven de bestaande Maaspoorten in functie, en tot aan het einde van de 15e eeuw ook de Helpoort.
Aanvankelijk bestond de nieuwe enceinte uit een aarden wal met palissade en waar mogelijk een natte gracht. Bij de zuidelijke stadswal fungeerde het riviertje de Jeker als gracht. Elders werd Maaswater benut en op de hogere gebieden werd volstaan met droge grachten. De geleidelijke verstening van de wal strekte zich uit over een groot deel van de 14e en 15e eeuw. De nieuwe stadspoorten waren wel al van meet af aan van steen, meestal blauwe hardsteen. De eerste stadsmuur bleef nog tot de 17e eeuw als reserveverdedigingslinie in gebruik. Voor het onderhoud en de verdediging van de muren en wallen werden de kerspels ingezet; bij de Jezuïetenwal was dit het Sint-Jacobskerspel.
Tussen 1451 en 1470 werd de zuidelijke stadsmuur vernieuwd, waarbij de muur en de muurtorens werden verhoogd. Volgens de Maastrichtse humanist en stadshistoricus Matthaeus Herbenus (1451-1538) vond de (af)bouw van de zogenaamde Lange Toren op de zuidwesthoek van de stadsmuur plaats in 1464. Herbenus beschreef de toren als de hoogste en mooiste van de stad. De grote toren werd ook aangeduid als thorne tiegen Viertornen (1402), torne in den Vroenhoff (1457) en Vrundehoede (1528).
De naam van het huidige park verwijst wellicht naar de in het verleden in deze omgeving gelegen Aldenhof, een begijnhof. Volgens andere bronnen lag dit eerste begijnhof meer naar het oosten, buiten de Aldenhof- of Minderbroederspoort. In de 14e en 15e eeuw lag, dichterbij maar eveneens buiten de stadsomsluiting, een ander begijnhof, dat omstreeks 1465 werd verplaatst naar een veiliger plek ten noorden van de Nieuwenhofwal.

### Uitbouw van de vesting en bouw Tongersekat
Op de plattegrond van Maastricht in de bekende Atlas van Loon zijn tussen de Tongersepoort en de waterpoort De Reek drie ronde torens met puntdaken te herkennen. In werkelijkheid was er in dit deel van de stadsmuur in het midden van de 17e eeuw nog maar één halfronde toren over (de meest oostelijke) en deze had toen al meer dan een eeuw geen torenspits meer. Waarheidsgetrouwer is waarschijnlijk de kaart van Braun en Hogenberg in de atlas Civitates orbis terrarum uit 1588, waarop de Lange Toren zichtbaar is in de toestand kort voor de verwoesting, alhoewel hier nog met torenspits.
Door de veranderde oorlogsvoering met zwaarder geschut bleken de stadsmuren rond het midden van de 16e eeuw niet meer te voldoen. In 1543 maakten drie Maastrichtenaren in opdracht van het stadsbestuur een studiereis naar de Brabantse steden Brussel, Leuven en Antwerpen. Geld voor een geheel nieuwe omsluiting met stomphoekige bastions, zoals in de rijke handelsstad Antwerpen, was er niet. Besloten werd het voorbeeld van Brussel te volgen en de muren aan de stadszijde te verstevigen met aarden wallen. Tevens werden de muurtorens verlaagd tot het niveau van de stadsmuur en vervolgens volgestort met aarde. Ook de Lange Toren werd dat jaar ontdaan van zijn puntdak. Tien jaar later werd de toren ingekort en omgebouwd tot rondeel, zodat deze dienst kon doen als schietplatform voor het zware geschut. Aan de veldzijde werd tegen de torenvoet een halfrond platform aangelegd. Aan de stadszijde van het rondeel bevond zich een kat of cavalier met ruimte voor vier kanonnen, de zogenaamde Tongersekat.
Door de gestaag uitdijende buitenwerken raakte de stadsmuur vanaf eind 16e eeuw steeds meer ingekapseld, wat op de maquette van Maastricht goed te zien is. In 1579 werd de Lange Toren bij het beleg van Maastricht door Parma totaal in puin geschoten. De toren werd niet meer herbouwd. In plaats daarvan werd hier een bastion aangelegd met daarachter de Tongersekat. Bij het beleg van 1673 werd hier hevig gevochten, waardoor het zwaargehavende vestingwerk eind 1673 hersteld moest worden. De kat werd toen aanzienlijk uitgebreid om plaats te bieden aan 12 à 14 kanonnen; een deel van de muren van het bastion (met speklagen) dateert waarschijnlijk uit deze periode. Bij het beleg kwam de Franse kapitein-luitenant Charles de Batz de Castelmore om het leven, later bekend geworden als de romanheld D'Artagnan uit De drie musketiers. Het dodelijk schot werd echter niet op deze plek gelost - gesuggereerd door het standbeeld - maar bij het ruim honderd meter zuidwestelijk gelegen lunet, dat daarna door de Fransen Demilune des Mousquetaires werd gedoopt.
In de tweede helft van de 18e eeuw werden de vestingwerken onder directeur der fortificaties Pieter de la Rive verder uitgebreid. Aan de zuidwestzijde van de stad werd het inundatiegebied De Kommen uitgediept en werden diverse bastions en lunetten bijgebouwd: voor de Tongersekat waren dat het bastion en de lunet Wilhelmina met natte grachten, voor de Tongersepoort verrezen het bastion Waldeck en de lunet Drenthe, met droge grachten. De laatste twee zijn deels bewaard gebleven in het Waldeckpark.

### Ontmanteling vesting en restauratie Jezuïetenwal
Na de opheffing van de vestingstatus in 1867 werd de vesting Maastricht in opdracht van het Ministerie van Oorlog ontmanteld, waarna de gronden werden overgedragen aan de Dienst der Registratie en Domeinen voor verdere sloop en herbestemming. De nog functionerende stadspoorten, die onder de zeggenschap van het gemeentebestuur vielen, werden tussen 1867 en 1870 als eerste gesloopt. De afbraak van de stadsmuren zou nog tot de jaren 1930 doorgaan. Door toedoen van Victor de Stuers en anderen bleven hier en daar delen van de eerste en tweede stadsomsluiting gespaard, waaronder de Jezuïetenwal en de aansluitende Nieuwenhofwal. In 1917 werd het bastion Wilhelmina gesloopt, vier jaar later volgde de bijbehorende lunet. Een deel van het vrijgekomen terrein tussen de Jeker en de Tongerseweg werd bebouwd; een ander deel werd bestemd voor de aanleg van de Prins Bisschopsingel, de zuidelijke ringweg. De rest van het terrein werd aan het Stadspark toegevoegd. Hier werd omstreeks 1920 het Wilhelminapark, later Aldenhofpark, gerealiseerd naar een ontwerp van de Belgische tuinarchitect Liévin Rosseels. Op deze plek was onder andere van 1920-1993 de Maastrichtse berenkuil gevestigd. De wandelplaats boven op de stadsmuur vanaf het Nieuwenhofpoortje werd tijdens de bezettingsjaren 1940-'44 gerealiseerd. Drijvende kracht hierachter was de historicus Charles Thewissen.

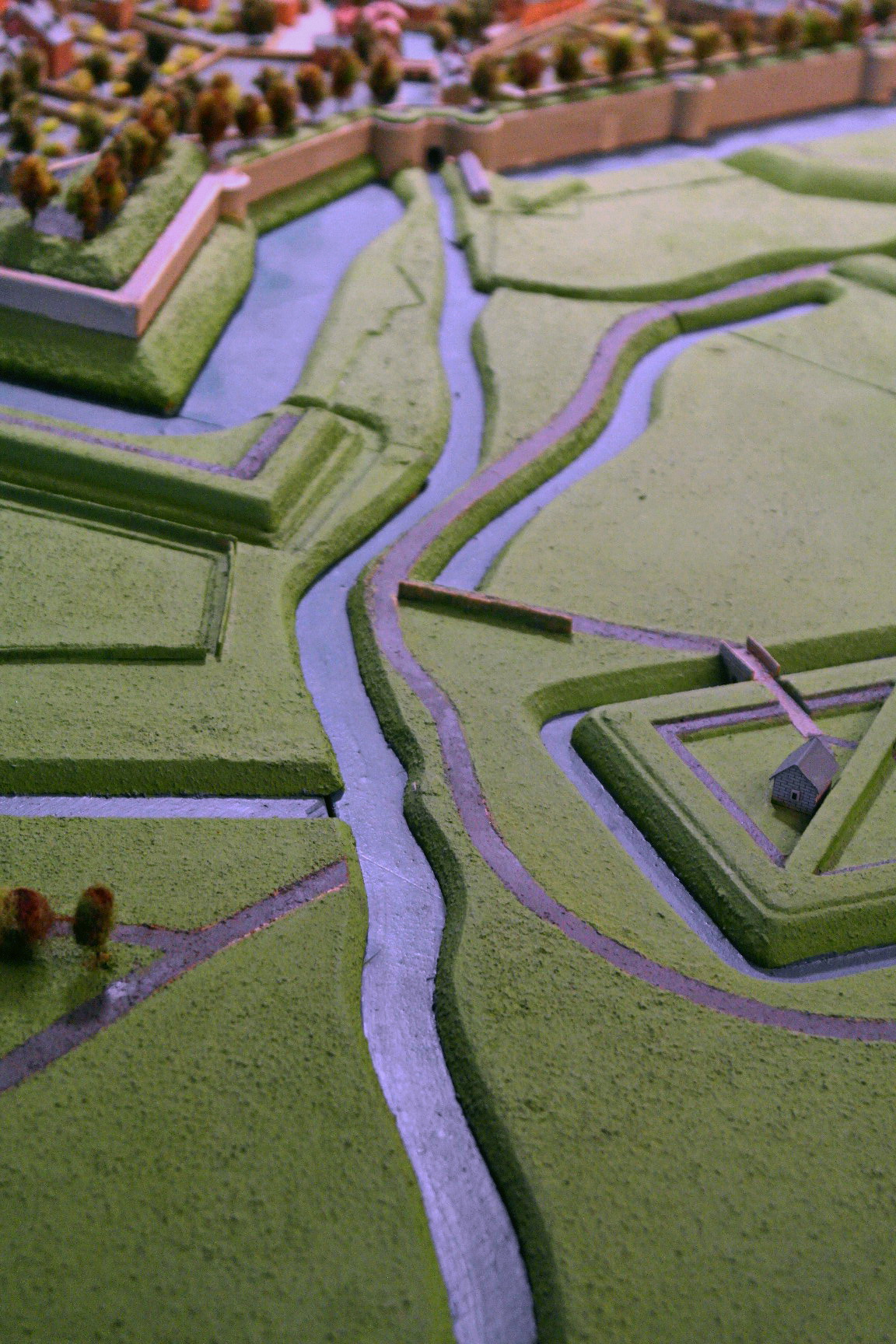
Tongersekat (linksboven), maquette, 1750
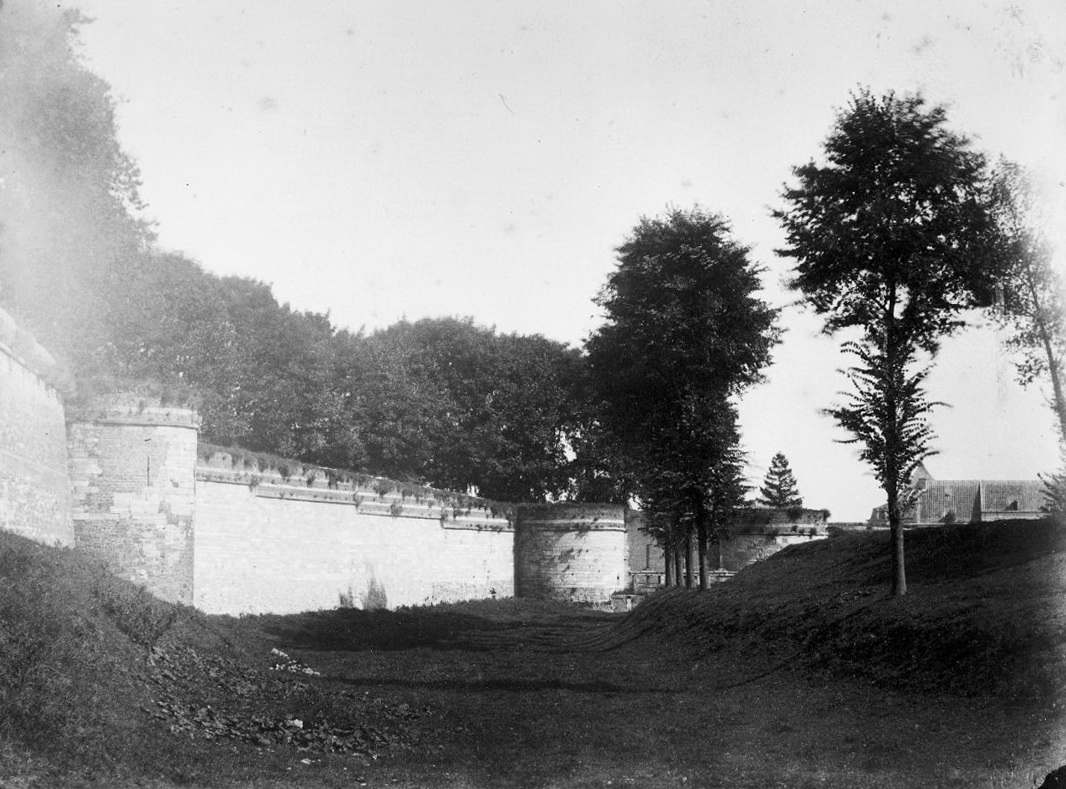
Zicht naar het oosten, ca. 1900?
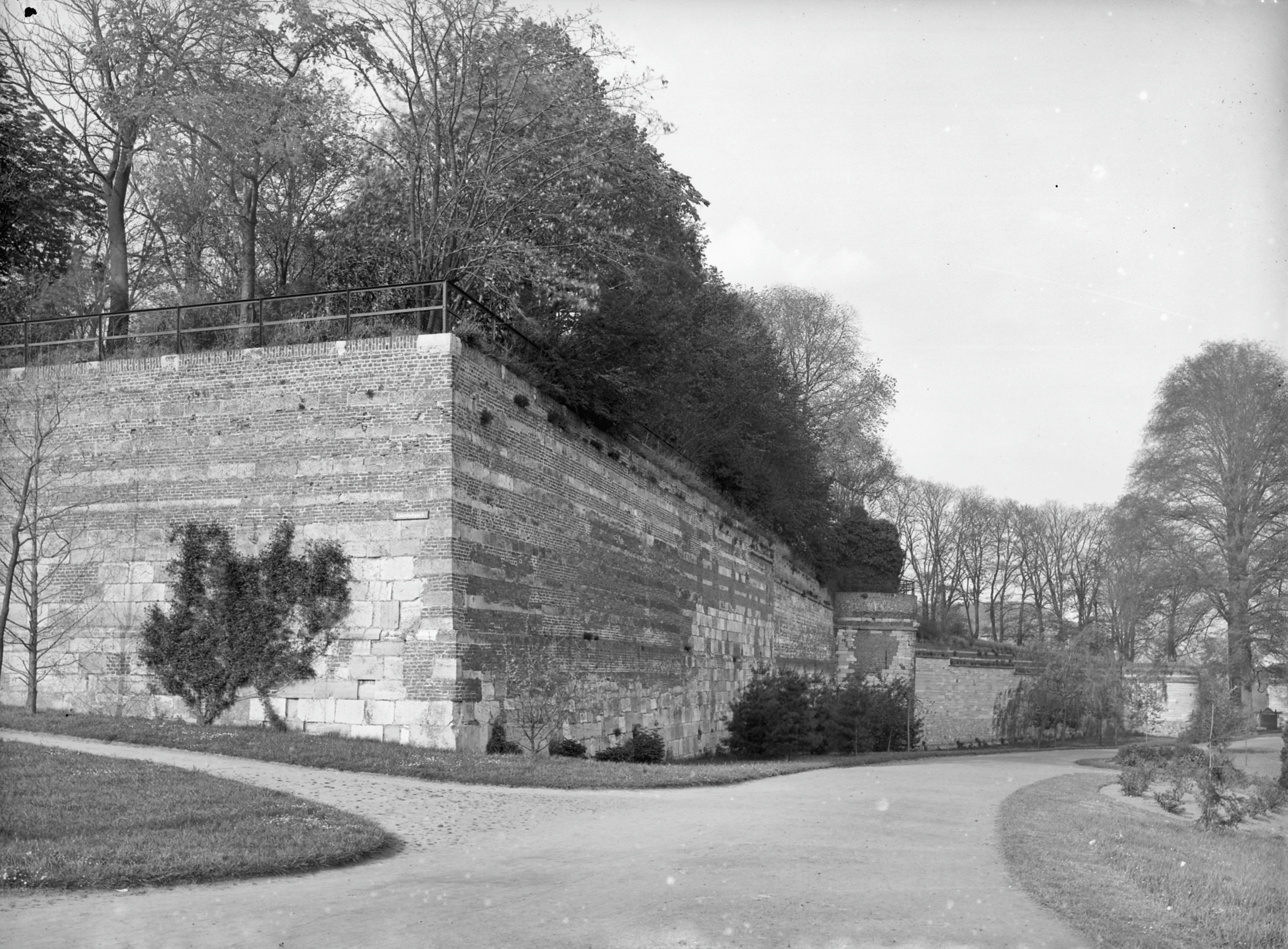
Tongersekat en parkaanleg, 1925
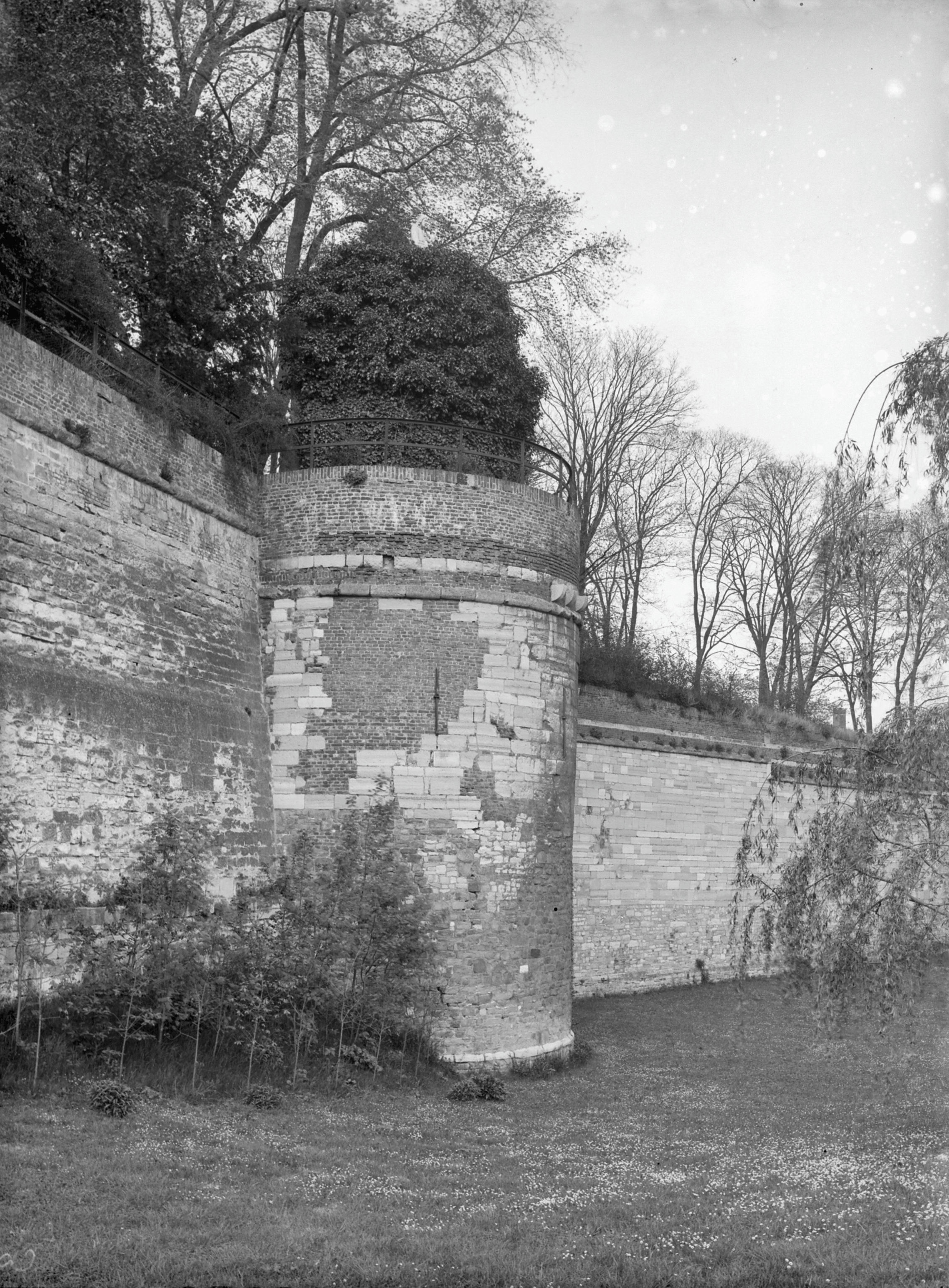
Muurtoren, 1925

## Cultuurhistorisch erfgoed

### Veldzijde: stadsmuur en waltorens
De Jezuïetenwal strekt zich uit tussen de voormalige Tongersepoort en de waterpoort De Reek, maar is alleen aan de veld- of parkzijde (vanuit het Stadspark Maastricht) als zodanig te herkennen. Het oostelijk deel van de muur is grotendeels van Naamse steen met een lage borstwering van baksteen. De enig overgebleven muurtoren in dit gedeelte heeft een wellicht nog 14e-eeuwse onderbouw van kolenzandsteen, die op halve hoogte ongeveer overgaat in Naamse steen met vullingen van baksteen. Hierboven bevindt zich een halfronde lijst van Limburgse mergel en een bekroning van baksteen met een band van mergel. De toren heeft nog een schietgat en drie eenvoudige kraagstenen boven de mergellijst. De muren van het bastion waarachter zich de Tongersekat bevindt, staan min of meer loodrecht op elkaar. De speklagen bestaan uit mergelsteen afgewisseld met baksteen en Naamse steen. Aan de voet van de muur liggen een drietal naamstenen van gesloopte buitenwerken uit de omgeving: Louise, Bentinck en Stad en Lande. In de nabijheid bevinden zich het bronzen standbeeld van D'Artagnan van Alexander Taratynov en de Halfautomatische Troostmachine (in en rondom de voormalige berenkuil) van Michel Huisman.

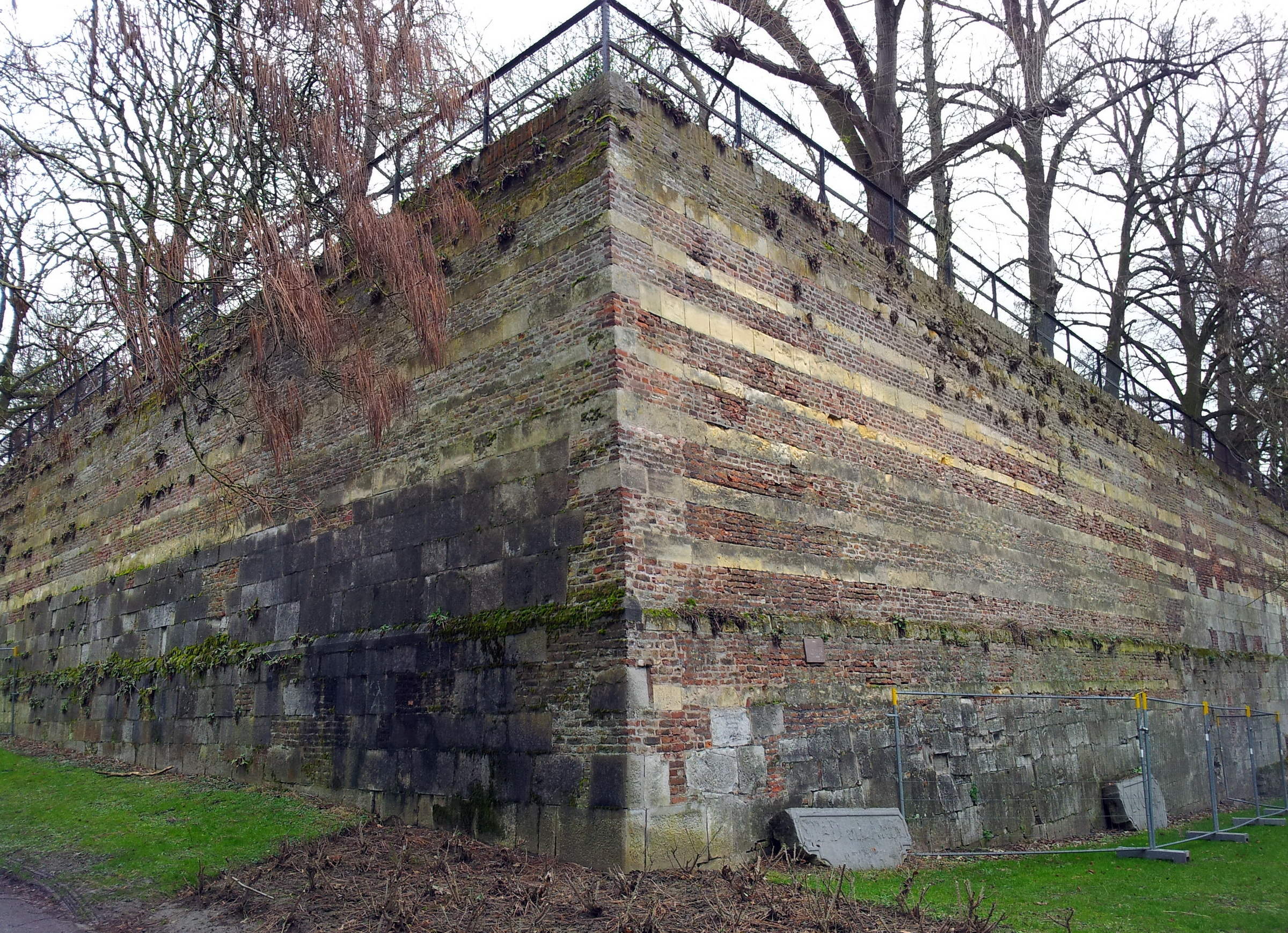
Zuidwesthoek Tongersekat
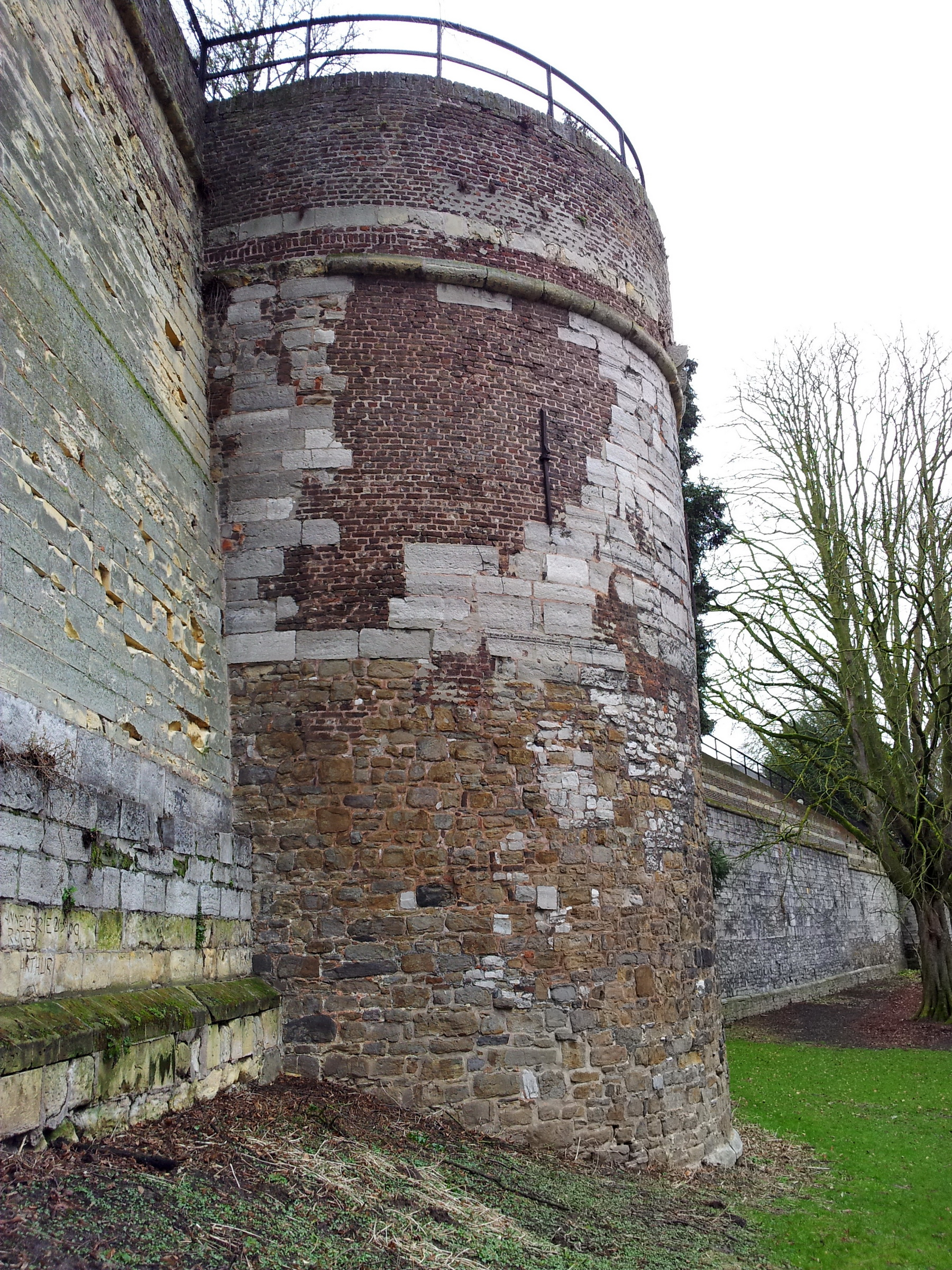
Muurtoren Jezuïetenwal
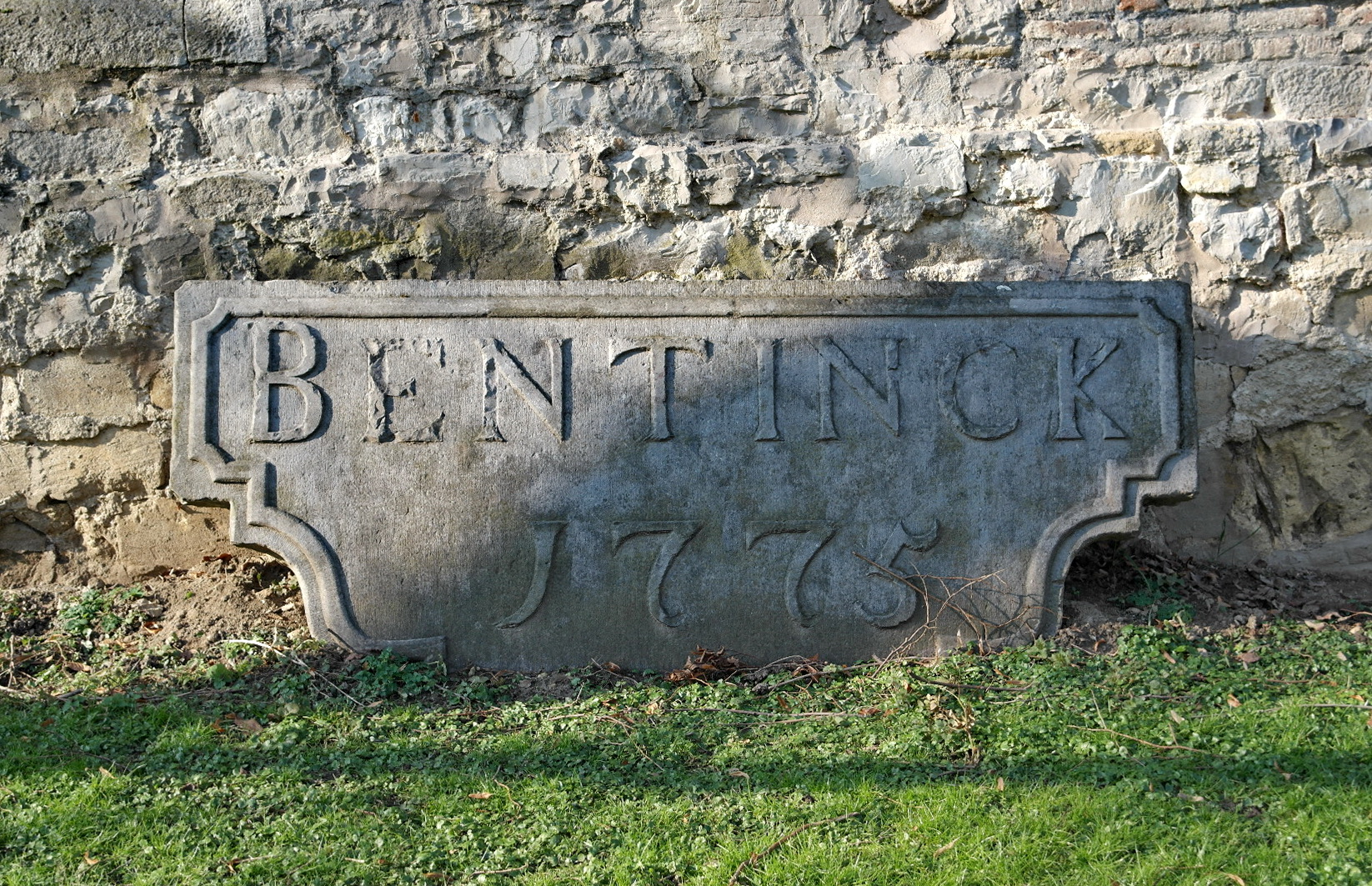
Naamsteen lunet Bentinck
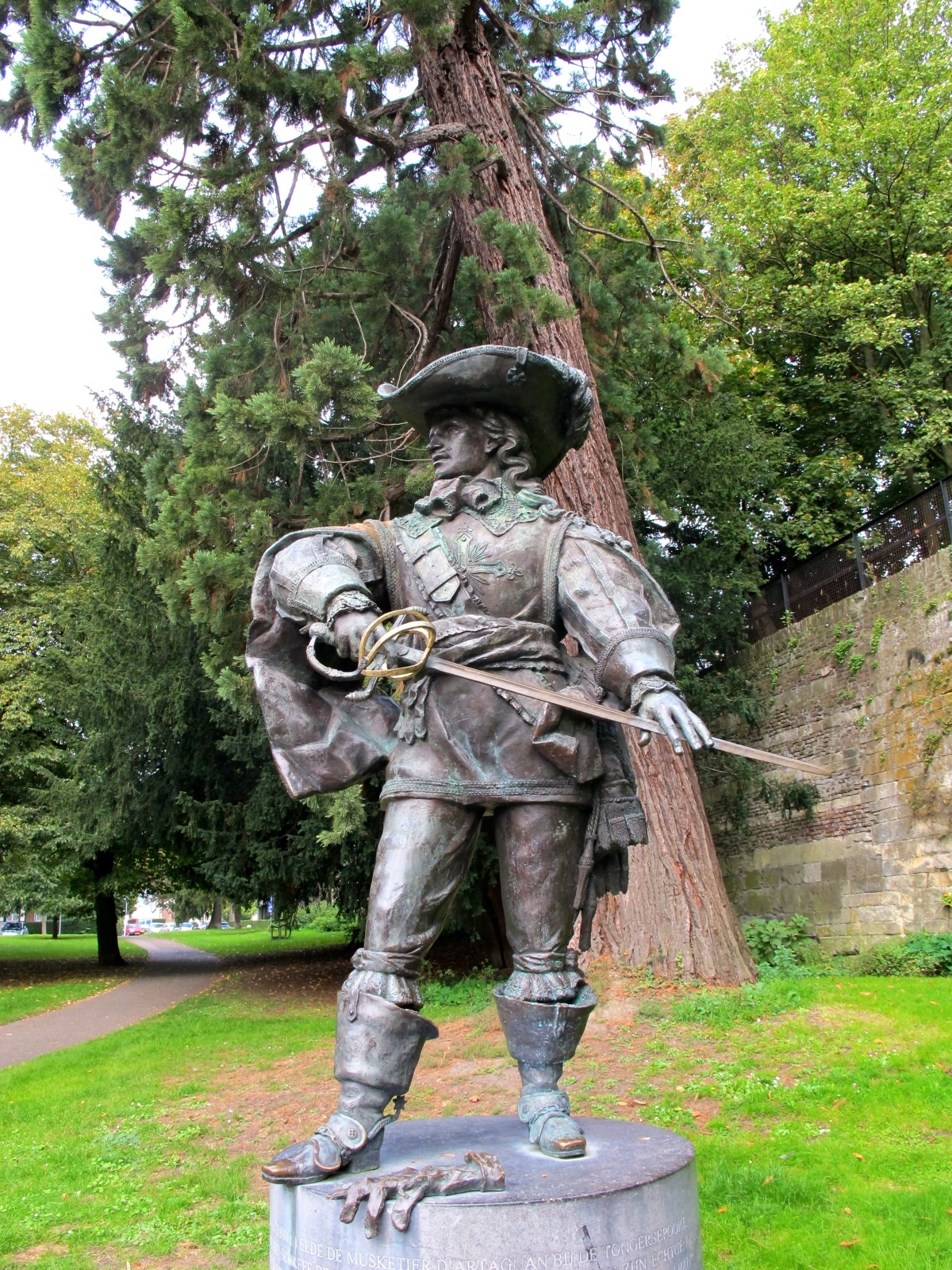
D'Artagnan bij de stadsmuur

### Stadszijde: schoormuur, Tongersekat en Jezuïetentuin
Aan de stadszijde van de Jezuïetenwal lag een in de 16e eeuw opgeworpen aarden wal, die waarschijnlijk in de 18e eeuw werd versterkt met een bakstenen schoormuur, waarvan nog een deel zichtbaar is. De Tongersekat is een kat (ook: cavelier), een ophoging achter een strategisch punt in een vestingwal, in dit geval direct achter de rechte hoek in de Jezuïetenwal gelegen. Het terrein wordt nog steeds gekenmerkt door een verhoogde ligging ten opzichte van de omgeving. Een deel van de kat is begin 20e eeuw afgegraven voor de nieuwbouw van het jezuïetenklooster (Canisianum), thans economische faculteit van de Universiteit Maastricht. In de jaren 1980 is opnieuw een deel van de Tongersekat afgegraven voor de bouw van een collegezaal naar ontwerp van Jo Coenen. Naast de collegezaal ligt een ondergrondse opslagplaats voor buskruit uit 1692 met een mergelstenen tongewelf en een bakstenen trappartij. Ten oosten daarvan ligt een groter, bovengronds kruitmagazijn, het kruithuis van de Bleekhof, dat omstreeks 1790 werd gebouwd.

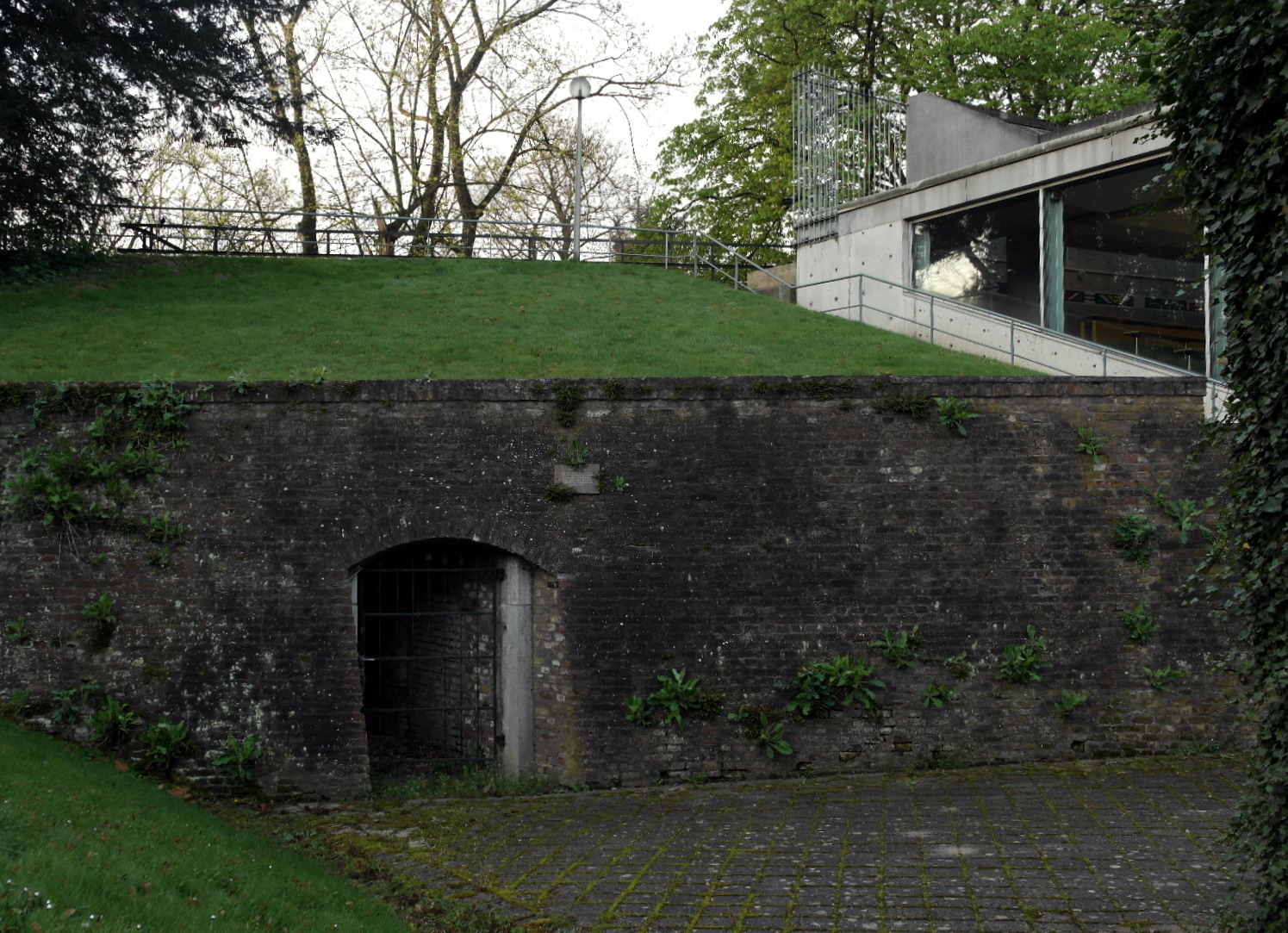
Schoormuur met poterne
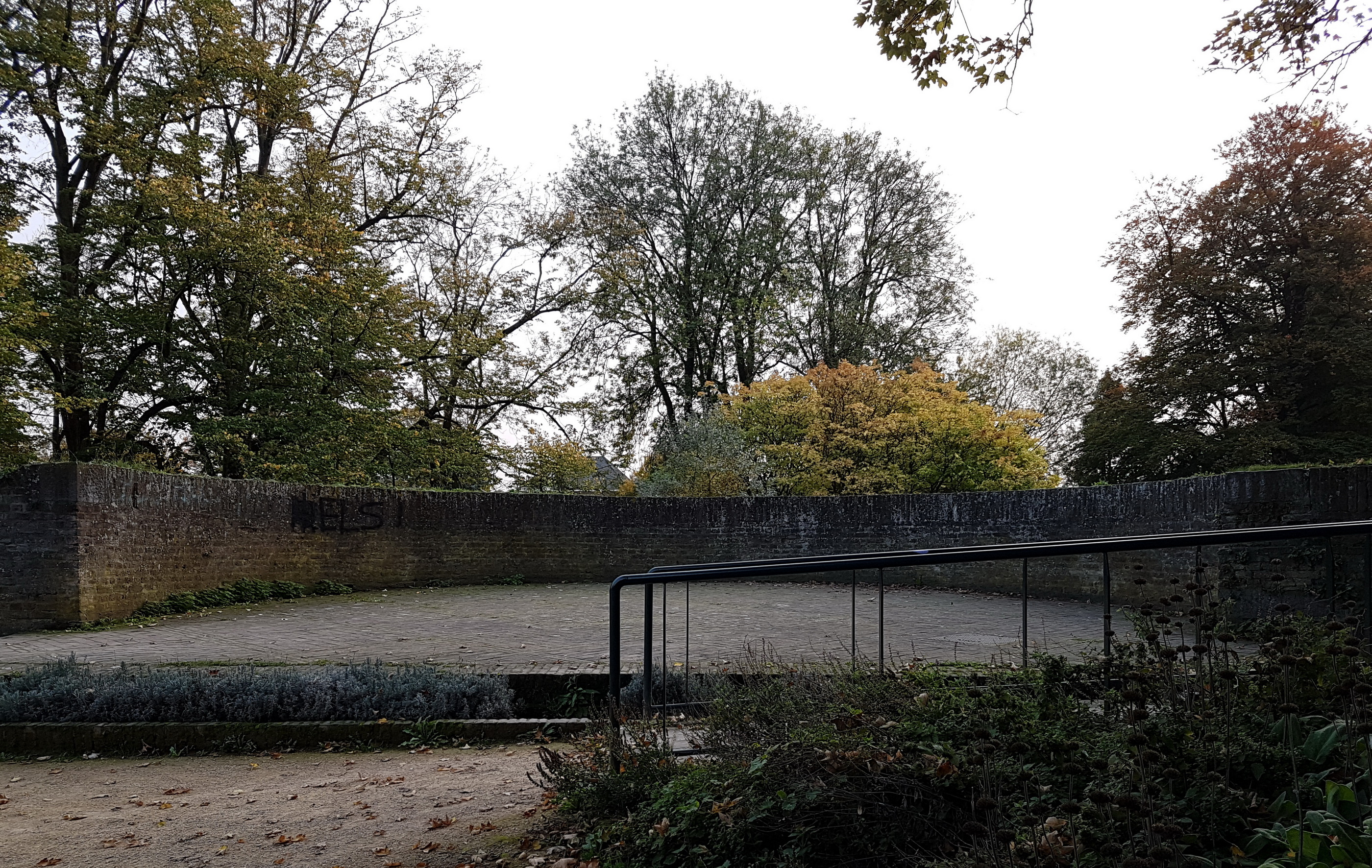
Waltoren in Jezuïetentuin
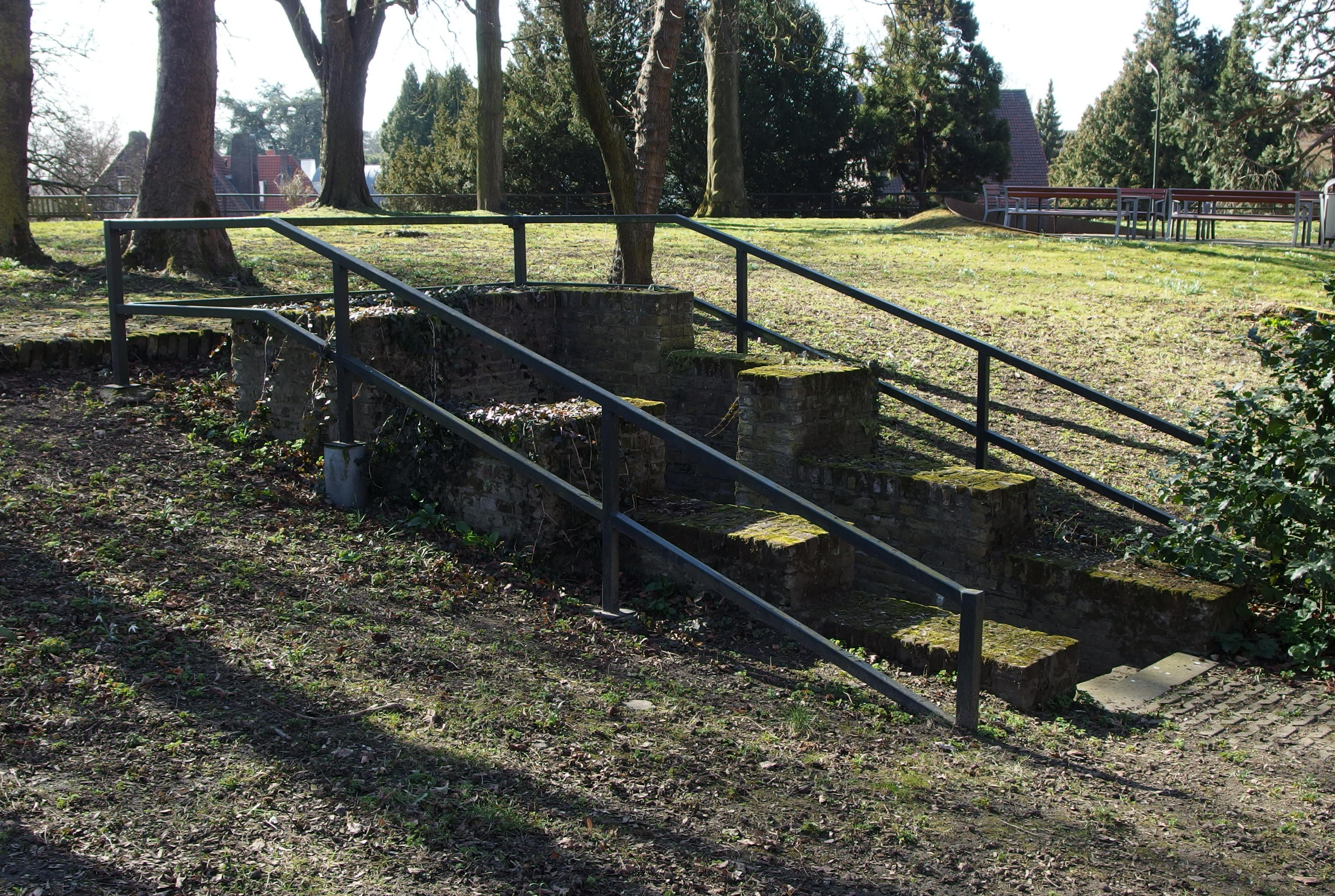
Ingang kruitkelder Tongersekat
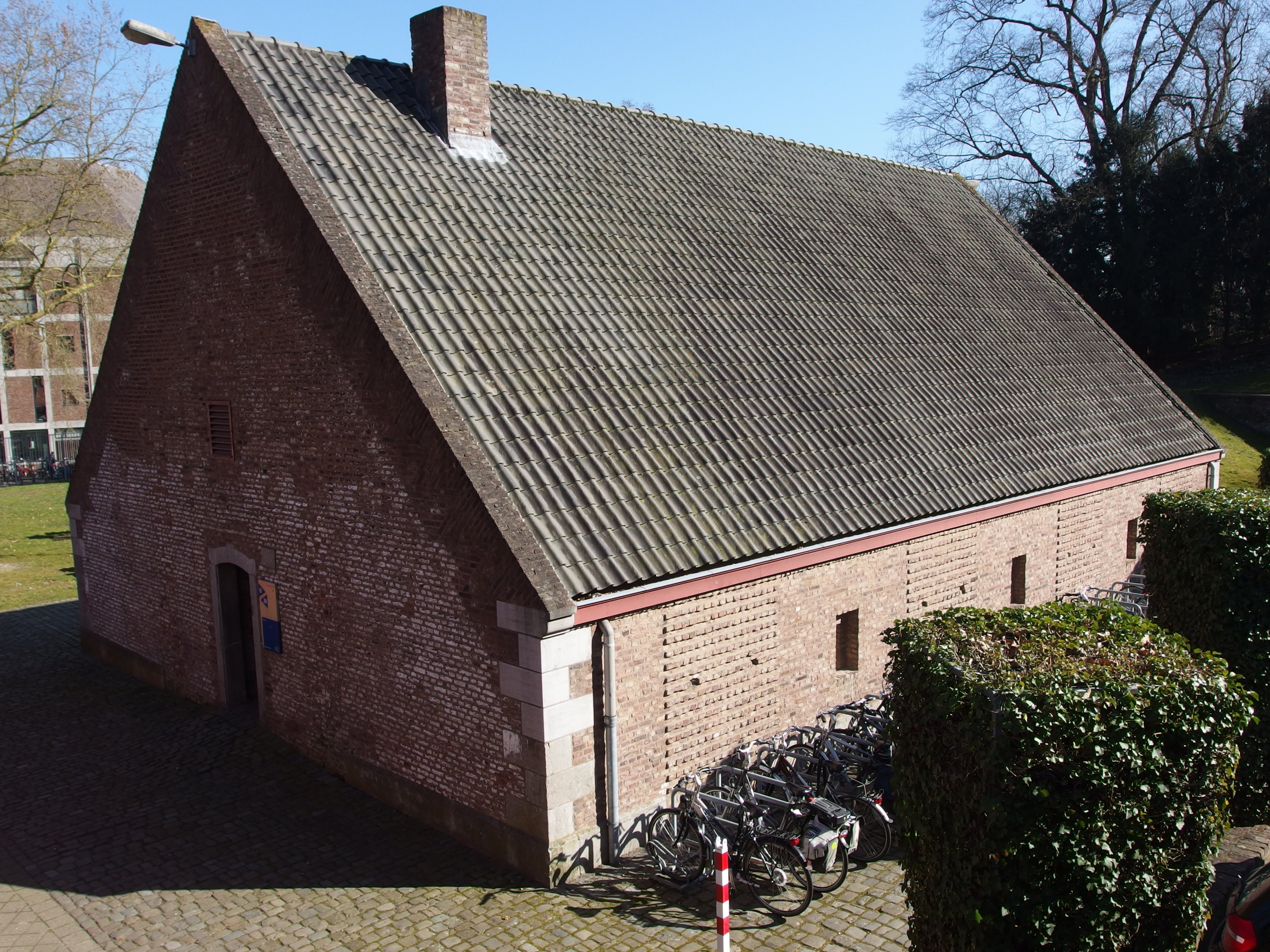
Kruithuis van de Bleekhof